# Iwan Borissowitsch Filippow
Iwan Borissowitsch Filippow (russisch Иван Борисович Филиппов; * 21. September 1982 in Moskau, UdSSR) ist ein russischer Schriftsteller, Journalist und Filmschaffender.

## Leben und Schaffen
Filippow ist Absolvent der Geschichtsfakultät der Lomonossow-Universität Moskau. Er arbeitet als Journalist und Kolumnist, bisher u. a. für NEWSru.com, Wedomosti, The Moscow Times sowie die Wirtschaftsmagazine Kompanija und Forbes. Ab 2008 war er zudem als Drehbuchautor und Creative Producer tätig. 2021 erschien sein Debütroman Тень (Schatten). In Reaktion auf den russischen Einmarsch in die Ukraine verließ Filippow mit seiner Familie Russland und zog im März 2022 nach Tbilissi. Seither klärt er u. a. in Interviews und auf seinem Telegram-Kanal darüber auf, wie russische Kriegspropaganda und Fake News wirken. Im April 2024 wurde Filippow vom Justizministerium der Russischen Föderation ins Register „ausländische Agenten“ eingetragen.
Filippows zweiter Roman Мышь (Maus) handelt von einer Zombie-Apokalypse in Moskau, die durch die Entwicklung eines Unsterblichkeitsimpfstoffs für Wladimir Putin ausgelöst wird. Der dystopische Roman erschien 2023 als Tamisdat beim Verlag Freedom Letters, der aus Russland geflohene sowie dort verbotene Autoren veröffentlicht.  Im Juli 2024 wurde der Verkauf von Мышь auf dem Gebiet der Russischen Föderation untersagt, da dieses fiktionale Werk laut Roskomnadsor und russischer Generalstaatsanwaltschaft „Falschmeldungen über Terroranschläge oder sonstige ungenaue Informationen von öffentlichem Interesse“ enthalte und somit „die Gefahr einer massiven Störung der öffentlichen Ordnung und (oder) Sicherheit“ darstelle.

## Werke (Auswahl)
- Тень. Roman. Inspiria, 2021, ISBN 978-5-04-157827-5.
- Мышь. Roman. Freedom Letters, 2023, ISBN 978-1-998265-12-1.